# Comox Lake
Der Comox Lake ist ein See im zentralen Osten von Vancouver Island in der kanadischen Provinz British Columbia.

## Lage
Der 1913 errichtete und 1957 erneuerte Comox Dam am Ausfluss des Puntledge River reguliert den Abfluss. Die Speicherkapazität des Comox Lake beträgt 88,8 Mio. m³. Das Stauziel liegt bei 135 m. Das Einzugsgebiet des 20,9 km² großen Sees umfasst 453 km². Wichtigste Zuflüsse sind Puntledge River und Cruickshank River.
Die Zuflüsse in den niederschlagsreichsten Monaten November bis Januar erreichen Stunden-Maximalwerte von bis zu 900 m³/s. Dagegen können die Zuflüsse im Sommer bis auf unter 1 m³/s fallen. Der Staudamm reguliert den Wasserstand. Dies dient dem abstrom gelegenen Wasserkraftwerk, der Trinkwasserversorgung, dem Fischbestand im Puntledge River, verschiedenen Freizeit-Interessen (Kayak) sowie dem Hochwasserschutz.